# Ornithobius bucephalus
Ornithobius bucephalus är en insektsart som först beskrevs av Christoph Gottfried Andreas Giebel 1874.  Ornithobius bucephalus ingår i släktet Ornithobius och familjen fjäderlöss. Arten är reproducerande i Sverige. Inga underarter finns listade i Catalogue of Life.